# Leskov semenar
Leskov semenar (znanstveno ime Curculio nucum) je vrsta pravih rilčkarjev, ki velja za škodljivca v leskovih nasadih in je razširjen skoraj po celotni Evropi, od južne Švedske, Finske in Velike Britanije, pa vse do Sredozemlja.

## Opis
Odrasli hroščki dosežejo dolžino od 6 do 8,5 mm. Samice imajo rilčke, ki so dolgi kot celo telo in imajo rdečkasto konico. Rilčki samcev so eno tretjino krajši. Barva leskovega semenarja je lešnikovo rjava. Samice zalegajo jajčeca v cvetove leske, ličinke pa se po izleganju hranijo v notranjosti lešnika. Ob koncu poletja se ličinke pregrizejo na prosto skozi okrogle izhodne odprtine in padejo na tla. Nato se vkopljejo v tla, kjer preživijo zimo. Večina ličink nato diapavzira celo naslednje leto, skozi preobrazbo pa gredo naslednje poletje. Običajno preobraženi imagi preživijo naslednjo zimo v bubah, spomladi pa se prebijejo na plano. Samice postanejo plodne šele mesec do dva kasneje. 

## Škodljivec in njegovo zatiranje
Običajna praksa pri zatiranju leskovega semenarja je škropljenje nasadov z insekticidi, ponekod pa se že izvajajo poskusi z alternativnimi metodami. Tako so v Turčiji, Italiji, Franciji in Španiji že v teku raziskave na področju biološkega nadzora škodljivcev. Za ta namen se izvajajo poskusi z uporabo entomopatogenih nematod, kot so Heterorhabditis indica. Nematode napadajo razvite ličinke, ki so se že zakopale v zemljo. Poleg tega se izvajajo poskusi z entomopatogenih glivami Beauveria bassiana. Italijanski znanstveniki so dokazali, da ta gliva prav tako pobije skoraj vse ličinke v zemlji, če je nanešena na tla v času, ko se ličinke vkopavajo.